# Peisey-Nancroix
Peisey-Nancroix är en kommun i departementet Savoie i regionen Auvergne-Rhône-Alpes i sydöstra Frankrike. Kommunen ligger i kantonen Aime som tillhör arrondissementet Albertville. År 2022 hade Peisey-Nancroix 633 invånare.

## Befolkningsutveckling
Antalet invånare i kommunen Peisey-Nancroix
| Referens: INSEE |